# Stenoscinis hirtipennis
Stenoscinis hirtipennis är en tvåvingeart som först beskrevs av Frey 1923.  Stenoscinis hirtipennis ingår i släktet Stenoscinis och familjen fritflugor. Inga underarter finns listade i Catalogue of Life.